# 敦賀南スマートインターチェンジ
敦賀南スマートインターチェンジ（つるがみなみスマートインターチェンジ）は、福井県敦賀市長谷にある舞鶴若狭自動車道のスマートインターチェンジである。

## 概要
舞鶴若狭自動車道では初めてとなるスマートインターチェンジで、福井県内では初めてとなる本線直結型のスマートインターチェンジである。利用可能車種はETC搭載の全車種（長さ12m以下の車両）で24時間運用。上下線ともに出入可となっている。
総事業費は約25億円で1日あたりの利用台数は約1千台を見込んで供用を開始したが、2018年度の1日当たりの通行台数は235台で、福井県内のIC（舞鶴若狭自動車道・北陸自動車道）では最も少なく北陸地方（福井県・石川県・富山県）のスマートICでも最も少ない数値となっている。
また、スマートインターチェンジでありながら、IC番号は枝番号ではない『15』となっている。

## 接続する道路
- 敦賀市道長谷2号線 - 約300mで福井県道211号山櫛林線[1]に接続。

## 沿革
- 2012年（平成24年）4月17日 : 国土交通省より連結許可が下りる[7][8]。
- 2015年（平成27年）3月13日 : 着工[10]。
- 2017年（平成29年）3月25日 : 供用開始[1][2][6][7]。

## 周辺
- 若狭湾エネルギー研究センター
- 敦賀国際令和高等学校
- 黒河渓谷

## 隣
E27 舞鶴若狭自動車道
(14)若狭美浜IC - (15)敦賀南スマートIC - (3-1)敦賀JCT